# Glen Kidston

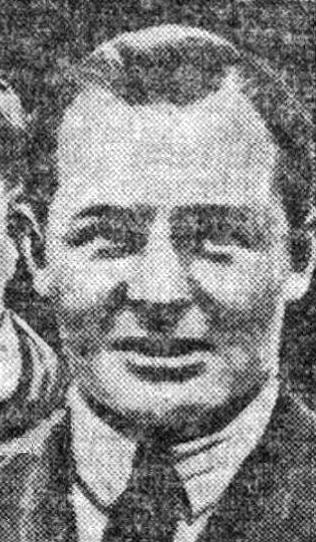
Glen Kidston 1930

George Pearson Glen Kidston (* 23. Januar 1899; † 5. Mai 1931 in Natal) war ein englischer Lebemann, Offizier, Autorennfahrer und Pilot, der als einer der Bentley Boys bekannt wurde.

## Herkunft und Dienst in der Royal Navy im Ersten Weltkrieg
Glen Kidston wurde als wohlhabender Sohn von Archibald Glen Kidston geboren, der im schottischen Glasgow zum Teilhaber der Clydesdale Bank aufgestiegen war. Im Ersten Weltkrieg diente er als Lieutenant Commander in der britischen Royal Navy, wo er gleich zu Beginn des Kriegs zweimal torpediert wurde. Später nahm er an der Skagerrakschlacht teil. Bereits zu dieser Zeit interessierte er sich sehr für die Luftfahrt und wurde ein Marineflug-Pionier.

## Karriere als Rennfahrer und Pilot
Nach dem Krieg war Kidston in den 1920er Jahren einer der legendären Bentley-Boys, die zu dieser Zeit im internationalen Motorsport für Furore sorgten und für ihren ausschweifenden Lebenswandel bekannt waren. Ihre Partys, die Tage dauern konnten, versorgten die britische Boulevardpresse regelmäßig mit Schlagzeilen; Kidston selbst hatte unter anderem Affären mit Barbara Cartland und der späteren Duchess of Argyll. 1925 heiratete er Nancie Miriel Denise Soames, mit der er in der Folge einen Sohn namens Archibald Martin Glen (1927–1978) hatte. 
Kidston begann Anfang der 1920er-Jahre mit dem Motorsport. Er fuhr bei der Rallye Monte Carlo, Bergrennen in Großbritannien und bestritt auch Motorradrennen. Mehrmals war er bei der Tourist Trophy auf der Isle of Man am Start. 1929 ging er beim Großen Preis von Irland in Dublin an den Start, wo er sich beim Éireann-Cup-Rennen Boris Iwanowski auf seinem Alfa Romeo knapp geschlagen geben musste. Im gleichen Jahr gab er sein Debüt beim 24-Stunden-Rennen von Le Mans gleich mit dem zweiten Rang in der Gesamtwertung. 1930 gewann er das Rennen als Beifahrer von Woolf Barnato. Dazu war Kidston ein Großwildjäger und nahm an Safaris in entlegenen Gebieten in Kenia teil. Die dabei gedrehten Filme sind aufgrund ihrer pionierhaften Qualität beim British Film Institute in Verwahrung.
Als am 6. November 1929 eine Junkers G 24 bei Marden Park (Surrey) abstürzte, war er neben Prinz Eugen zu Schaumburg-Lippe der einzige Überlebende. Während der Prinz schwere Verbrennungen erlitt, kam Kidston mit leichten Verletzungen davon. Er reagierte blitzschnell, indem er „Rumpf und Beine so hoch wie möglich ans Kinn“ heranzog, um „die Wucht des Zusammenstoßes mit den Armen […] auffangen zu können“. Am 5. Mai 1931 verunglückte er bei einem Flugzeugabsturz in Südafrika tödlich, als seine De Havilland-Maschine in einem Sandsturm in zwei Teile brach. Kistons Grab liegt in Glasbury.
Seine Frau Nancie heiratete sechs Monate nach seinem Tod Reginald Sheffield, den Sohn eines ehemaligen konservativen Unterhausmitglieds. Sie ist die Großmutter von Samantha Cameron und Cath Kidston.

## Statistik

### Le-Mans-Ergebnisse
| Jahr | Team                   | Fahrzeug          | Teamkollege   | Platzierung            | Ausfallgrund |
| ---- | ---------------------- | ----------------- | ------------- | ---------------------- | ------------ |
| 1929 | Bentley Motors Limited | Bentley 4½ Litre  | Jack Dunfee   | Rang 2 und Klassensieg |              |
| 1930 | Bentley Motor Company  | Bentley Speed Six | Woolf Barnato | Gesamtsieg             |              |